# Gant-Wevelgem 2013

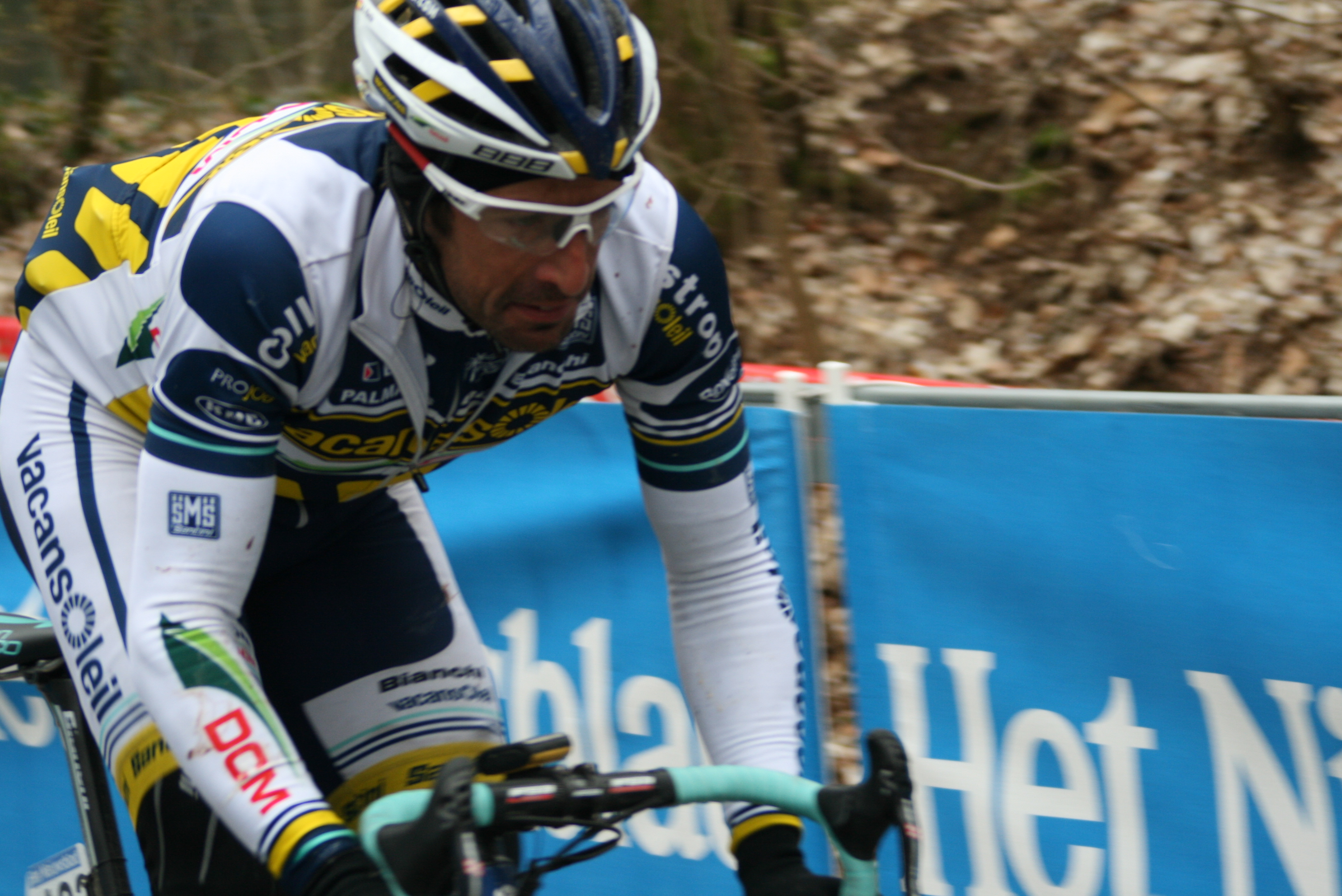
Joan Antoni Flecha al Kemmelberg.

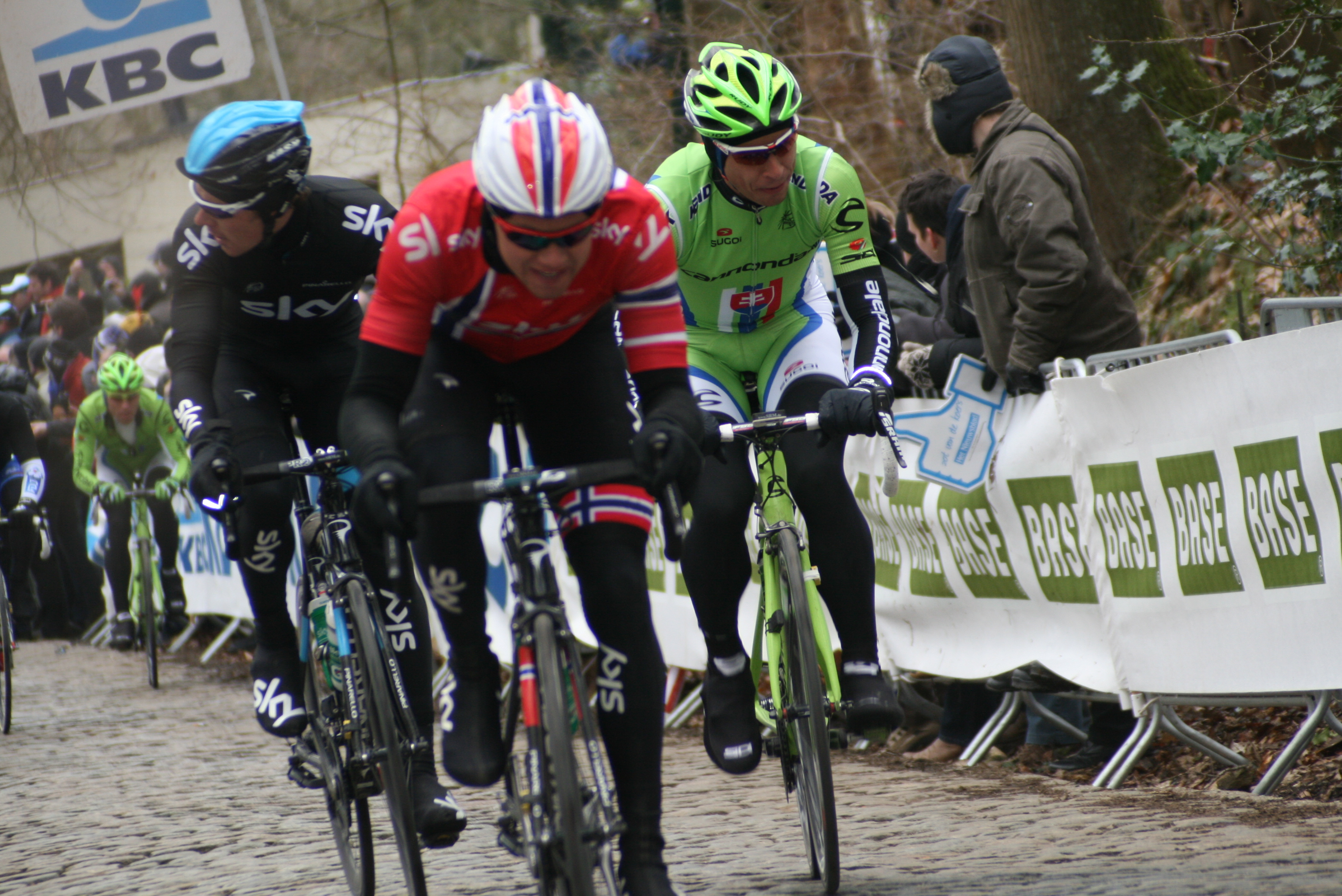
Edvald Boasson Hagen (al centre) i Peter Sagan (a la dreta) al segon pas pel Kemmelberg.

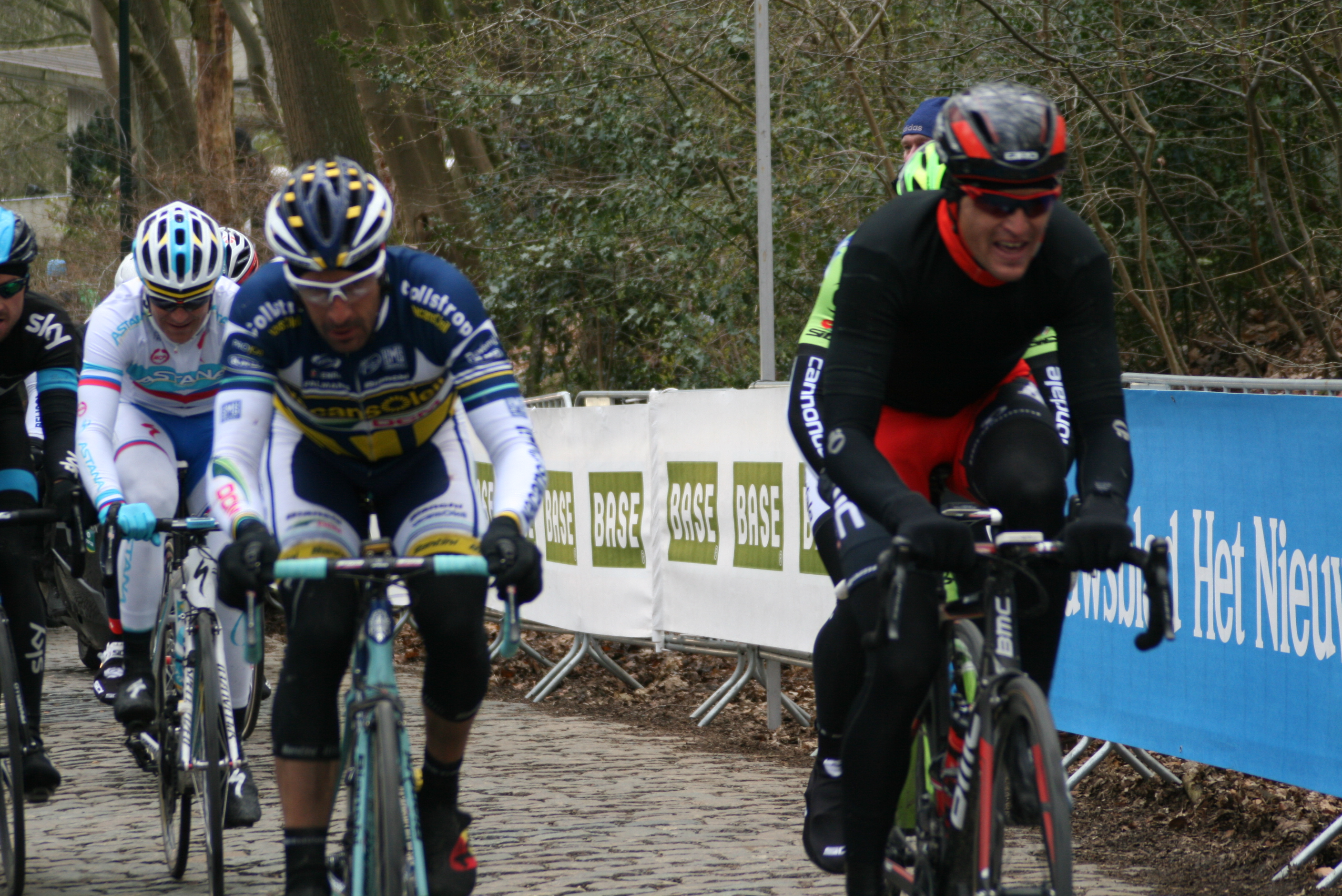
Borut Božič, Joan Antoni Flecha i Greg Van Avermaet al segon pas pel Kemmelberg.

La Gant-Wevelgem 2013 fou la 75a edició de la clàssica belga Gant-Wevelgem i es disputà el 24 de març de 2013. Aquesta era la setena prova de l'UCI World Tour 2013.
La victòria fou per l'eslovac Peter Sagan (Cannondale), que s'imposà en solitari a la meta de Wevelgem després d'un atac en solitari a manca de 4 km. Sagan es presentà a l'arribada amb 23 segons respecte a un grup de 9 corredors. La segona posició fou per l'eslovè Borut Božič (Astana Qazaqstan Team), mentre el belga Greg Van Avermaet (BMC Racing Team) acabà en tercera posició. El català Joan Antoni Flecha, molt actiu durant tota la cursa, acabà en cinquena posició final.

## Equips participants
Vint-i-cinc equips prenen part en la cursa. Als 19 equips UCI ProTeam, que tenen obligada la seva presència, set equips continentals han estat convidats: Accent Jobs-Wanty, Cofidis, Crelan-Euphony, Team Europcar, IAM i Topsport Vlaanderen-Baloise.
| Núm     | Codi | Equip                   |
| ------- | ---- | ----------------------- |
| 1-8     | OPQ  | Omega Pharma-Quick Step |
| 11-18   | SKY  | Team Sky                |
| 21-28   | LBT  | Lotto-Belisol           |
| 31-38   | ALM  | AG2R La Mondiale        |
| 41-48   | AST  | Astana Qazaqstan Team   |
| 51-58   | BLA  | Blanco Team             |
| 61-68   | BMC  | BMC Racing Team         |
| 71-78   | CAN  | Cannondale              |
| 81-88   | EUS  | Euskaltel–Euskadi       |
| 91-98   | FDJ  | FDJ                     |
| 101-108 | GRS  | Garmin-Sharp            |
| 111-118 | OGE  | Orica-GreenEDGE         |
| 121-128 | KAT  | Team Katusha            |

| Núm     | Codi | Equip                       |
| ------- | ---- | --------------------------- |
| 131-138 | LAM  | Lampre-Merida               |
| 141-148 | MOV  | Movistar Team               |
| 151-158 | RLT  | RadioShack-Leopard          |
| 161-168 | ARG  | Argos-Shimano               |
| 171-178 | TST  | Team Saxo-Tinkoff           |
| 181-188 | VCD  | Vacansoleil-DCM             |
| 191-198 | TSV  | Topsport Vlaanderen-Baloise |
| 201-208 | CRE  | Crelan-Euphony              |
| 211-218 | AJW  | Accent Jobs-Wanty           |
| 221-228 | COF  | Cofidis                     |
| 231-238 | IAM  | IAM                         |
| 241-248 | EUC  | Team Europcar               |

## Recorregut
Tot i que el recorregut inicial havia de ser sobre 237 km, amb inici a Deinze, les condicions hivernals que afectaren la zona van obligar a retallar el recorregut en 45 km, deixant la cursa en 183,4 km i traslladar l'inici a Gistel.
En total els ciclistes van haver de superar 9 murs durant el recorregut.
| Núm. | Nom          | Quilòmetre |
| ---- | ------------ | ---------- |
| 1    | Kasselberg   | 86,0       |
| 2    | Katsberg     | 101,8      |
| 3    | Kokereelberg | 105,5      |
| 4    | Baneberg     | 111,2      |
| 5    | Kemmelberg   | 119,2      |
| 6    | Monteberg    | 123,1      |
| 7    | Baneberg     | 129,4      |
| 8    | Kemmelberg   | 137,4      |
| 9    | Monteberg    | 141,3      |

## Classificació final
|    | Cilista                  | Equip                   | Temps      | UCI World Tour Punts |
| -- | ------------------------ | ----------------------- | ---------- | -------------------- |
| 1  | Peter Sagan (SVK)        | Cannondale              | 4h 29' 10" | 80                   |
| 2  | Borut Božič (SVN)        | Astana Qazaqstan Team   | + 23"      | 60                   |
| 3  | Greg Van Avermaet (BEL)  | BMC Racing Team         | + 23"      | 50                   |
| 4  | Heinrich Haussler (AUS)  | IAM                     | + 23"      | -                    |
| 5  | Joan Antoni Flecha (ESP) | Vacansoleil-DCM         | + 23"      | 30                   |
| 6  | Mathieu Ladagnous (FRA)  | FDJ                     | + 23"      | 22                   |
| 7  | Bernhard Eisel (AUT)     | Team Sky                | + 23"      | 14                   |
| 8  | Stijn Vandenbergh (BEL)  | Omega Pharma-Quick Step | + 24"      | 10                   |
| 9  | Iaroslav Popòvitx (UKR)  | RadioShack-Leopard      | + 24"      | 6                    |
| 10 | Andrey Amador (CRC)      | Movistar Team           | + 24"      | 2                    |